# Amanda de la Garza
Amanda de la Garza (Monclova, Coahuila, México 1981) es curadora e historiadora del arte. Fue directora del Museo Universitario Arte Contemporáneo (MUAC) y desde febrero del año 2024 es subdirectora artística del Museo Nacional Centro de Arte Reina Sofía, en España

## Trayectoria
Estudió Sociología en la Universidad Nacional Autónoma de México, la Maestría en Ciencias Antropológicas en la Universidad Autónoma Metropolitana y formó parte de la primera generación de la Maestría en Estudios Curatoriales en la UNAM.
De 2012 a 2020 fue curadora asociada en el MUAC, cuando empezó a dirigir el mismo museo y fue nombrada directora general de Artes Visuales de la UNAM.
En febrero de 2024 fue elegida para asumir la subdirección artística del Museo Nacional Centro de Arte Reina Sofía.
Es integrante de las juntas directivas del Comité Internacional de Museos y Colecciones de Arte Moderno (CIMAM), del Comité Mexicano del Consejo Internacional de Museos (ICOM México) y forma parte de la Asociación de Directores de Museos de Arte.

## Curaduría
- Ha colaborado en exposiciones de artistas nacionales y extranjeros como: Jeremy Deller, Isaac Julien, Hito Steyerl, Verónica Gerber Bicecci y Oscar Santillán. [11]
- Co-curó la XVII Bienal de Fotografía del Centro de la Imagen.[12]
- Formó parte del proyecto curatorial de artistas del Colectivo Tlakolulocos en la Biblioteca Central de Los Ángeles para el proyecto Pacific Standard Time LA/LA de la Getty Foundation.[13]
- Fue parte del programa ArteUNAM. [6]